# James Anderson (1679–1739)
James Anderson, född omkring 1679/1680 i Aberdeen, död 1739 i London, var en skotsk författare, frimurare och pastor. Han utnämndes till pastor i Skotska kyrkan år 1707 och flyttade till London, där han verkade i församlingen på Glass House Street till 1710, därefter i det presbyterianska kapellet på Swallow Street till 1734 och därefter i kapellet på Lisle Street till sin död. Han skall ha förlorat en stor summa pengar då företaget South Sea Company gick omkull 1720.

## Biografi

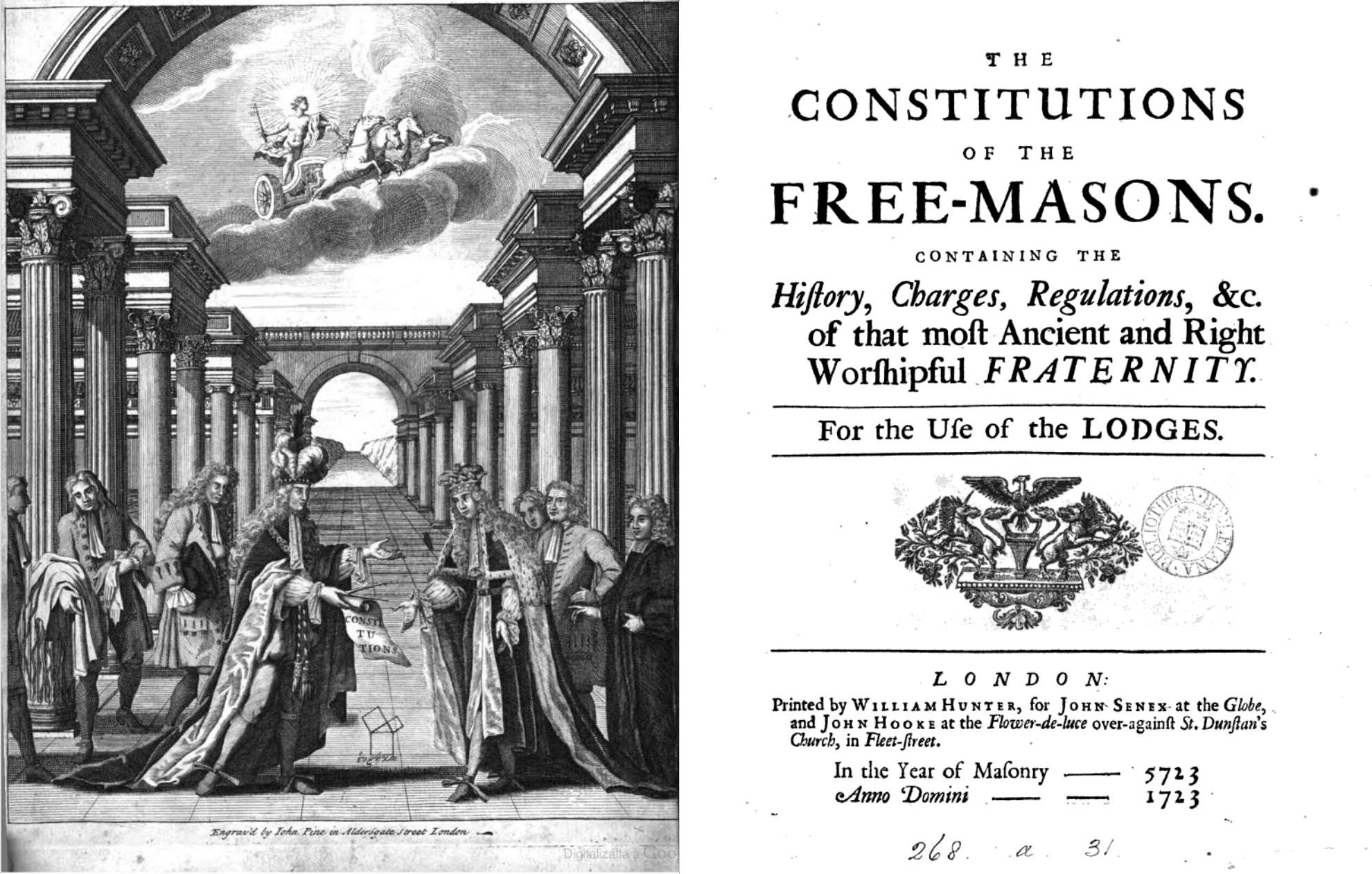
Andersons Constitutions, 1723

Anderson var bror till Adam Anderson. James Anderson föddes och växte upp i Aberdeen, där han gick i skolan och förmodligen avlade filosofie kandidat- och teologie doktorsexamen. År 1710 utsågs han till pastor i den presbyterianska församlingen på Swallow Street i London. År 1734 förflyttades han till en liknande befattning på Lisle Street i Leicester Fields. Enligt tidskriften Gentleman's Magazine skall han ha varit "känd som biskop Anderson bland de boende i London med den övertygelsen" och han beskrivs som "en lärd men oförsiktig man som förlorade en ansenlig del av sin egendom under det ödesdigra året 1720". Flera av hans predikningar gick till tryck. En av dem, "Inga Kunga-Mördare", som hölls på årsdagen 1715 av avrättningen av kung Karl I, var ett nitiskt försvar av presbyterianernas agerande under inbördeskrigen och kom även att tryckas i en andra utgåva. Anderson var frimurare och då storlogen i England år 1721, i samband med att frimureriets pånyttfödelse i landet, beslöt att ta fram en officiell sammanfattning av brödraskapets stadgar (Constitutions), gick uppdraget till Anderson (Enticks utgåva (1747) av Constitutions,  sid 194 ff). Efter att ha slutfört arbetet överlämnade han, till logens Ordförande Mästare, The Constitutions of the Free-Masons; containing the History, Charges, Regulations, &c. of that Most Ancient and Right Worshipful Fraternity. For the Use of the Lodges. London. In the year of Masonry 5723, Anno Domini 1723. Verket, som gavs ut i flera utgåvor, ansågs av engelska frimurare länge vara standardverket i ämnet och översattes även till tyska. En amerikansk faksimil av 1723 års utgåva gavs ut i New York år 1855. Det finns nytryck av samma utgåva i Coxs Old Constitutions belonging to the Freemasons of England and Ireland (1871) och i den första utgåvan av Kennings Masonic Archæological Library (1878). Bland Andersons bidrag till den frimureriska litteraturen märks A Defence of Masonry, som föranleddes av broschyren Masonry Dissected (1738?), vilken översattes till tyska och som trycktes i Golden Remains of the Early Masonic Writers av George Oliver (1847).

## Verk
År 1732 gavs det verk ut för vilket Anderson främst är ihågkommen, Royal Genealogies; or, the Genealogical Tables of Emperors, Kings, and Princes, from Adam to these times. Enligt uppgift grundades den på Genealogische Tabellen av Johann Hübner, men utökades till mycket stor del av Anderson. Även om de tidiga delarna av verket inte är särskilt betydelsefull ur en historisk synvinkel är de senare delarna ofta användbara utifrån sina beskrivningar av Europas kungahus och adelssläkter. Verket avslutas med ett utkast till en beskrivning av den engelska adeln och i förordet utfäste författaren sig att, om han fick tillräckligt med uppmuntran, "avgränsa och beskriva hela omfattningen av de brittiska öarnas adel och herremän".  Andersons sista verk, beställt av den förste Earlen av Egmont och dennes son, grundat på material som dessa tillhandahöll, fick titeln A Genealogical History of the House of Yvery, in its different branches of Yvery, Lovel, Perceval, and Gournay. Vid Andersons död 1739 var bara första delen klar och den andra, senare publicerade delen, skrevs av någon annan (se "To the Reader" i vol 2). Verket drogs snart in på grund av några nedsättande kommentarer om den engelska adeln och det irländska folkets karaktär. År 1742 gavs den ut på nytt, nu med de olämpliga kommentarerna borttagna (se Notes and Queries, första serien, iv.158, och Letters of Horace Walpole (1857), i.107 n., och ii.145). Stora delar av den genealogiska informationen i boken har konstaterats vara rena myter (Drummonds Histories of Noble British Families (1846), artikeln om Percival). Ytterligare ett av Andersons arbeten, News from Elysium, or Dialogues of the Dead, between Leopold, Roman Emperor, and Louis XIV, King of France, publicerades kort efter hans död.
Constitutions redigerades och trycktes på nytt av Benjamin Franklin i Philadelphia år 1734, vilket gjorde boken till det första frimureriska verket som tryckts i Amerika. En andra och väsentligt utökad Londonutgåva gavs ut 1738. Verket kom att översättas till många språk, bland annat holländska (1736), tyska (1741) och franska (1745).
Bland Andersons verk märks även:
- Royal Genealogies (1732)
- A Defence of Masonry (1738?)
- News from Elysium (1739)
- A Genealogical History of the House of Yvery (1742)

### Översättning
Den här artikeln är helt eller delvis baserad på material från engelskspråkiga Wikipedia.